# Hagenaar (schip)

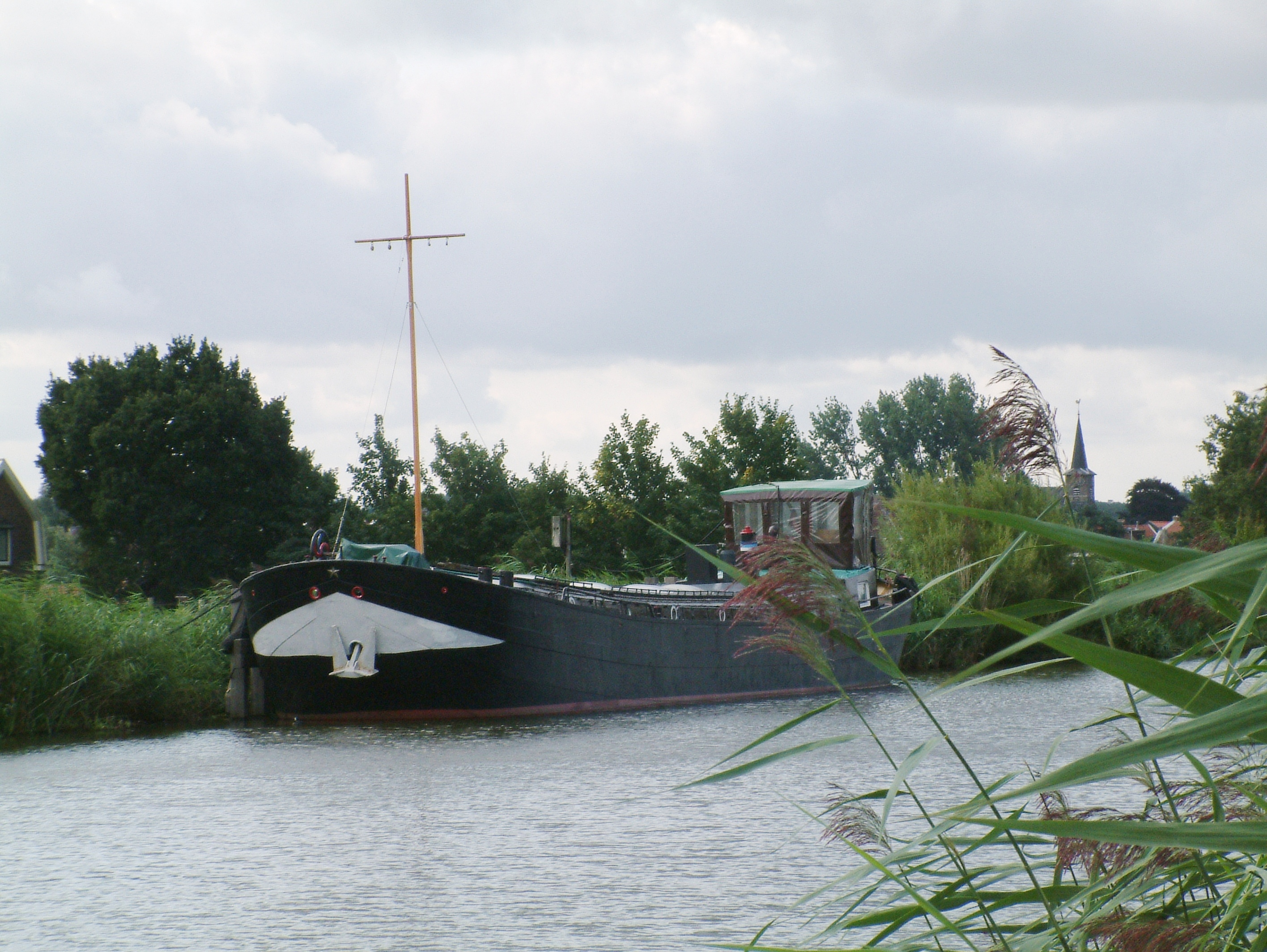
Voorbeeld van een hagenaar nog in gebruik: De Hoop (schip, 1909)

De Hagenaar is een zeilschip van het type aak dat rond 1900 ontstond vanwege de behoefte om bouwmaterialen door de grachten van Den Haag te vervoeren.

## Geschiedenis
De Hagenaar is ontstaan omstreeks 1880 en door het steeds belangrijker wordende vervoer met de trein en vrachtwagen verdwenen omstreeks 1925. De Hagenaar is typisch een schip in de overgang. Vrachtwagens en treinen waren nog niet noemenswaardig groot of betrouwbaar, terwijl de binnenvaart dat ook in die tijd wel was.
Eind 19de eeuw was er in Den Haag een ommekeer gaande betreffende vervoer over water. Aan de ene kant werd er gezegd dat de grachten dicht moesten omdat ze vies en vuil waren en bronnen waren voor ziektes als cholera. Aan de andere kant was er, vanwege de uitbreiding van Den Haag met nieuwe wijken een sterke behoefde om bouwmaterialen naar de stad te transporteren. Omdat voor 1880 diverse ophaalbruggen vervangen waren door vaste bruggen, was de mogelijkheid tot het gebruik van veel van de bestaande scheepstypen beperkt.
Toen de Laakhaven klaar kwam begin 20ste eeuw, verdween de behoefte van het scheepverkeer om in de binnenstad te kunnen komen.

## Wagenbrug

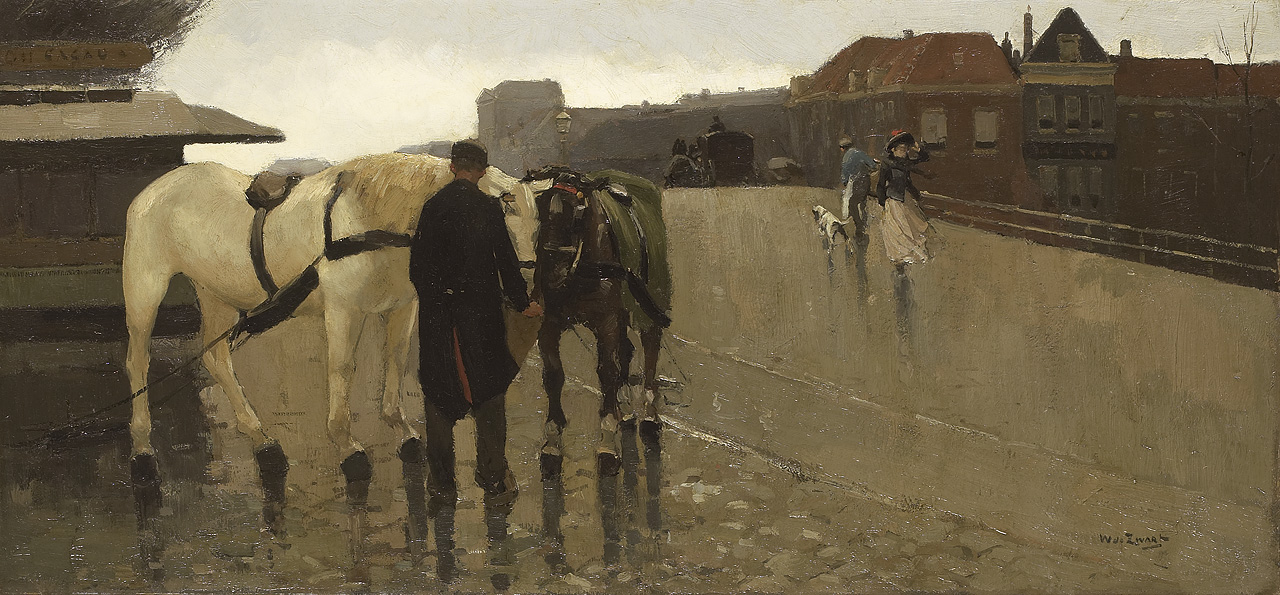
De oude Wagenbrug had een flinke helling om doorvaart van schepen mogelijk te maken.
(Schilderij Willem de Swart, ca. 1890)

Grotere Hagenaars werden gebouwd tot ongeveer 180 ton. Kleine schepen die aan de maten van de oude Wagenbrug gebonden waren werden wel "Wagenbruggers" genoemd. De afmetingen van de oorspronkelijke Wagenbrug waren bepalend voor het gebruik in de Haagse grachten. Kon een schip hieronderdoor, dan kon het overal onderdoor.
De afmetingen van het schip werden hierdoor:
- maximaal 26 meter lang
- maximaal 2,40 meter doorvaart hoogte.
- maximale breedte 4,15 meter.

Een "Wagenbrugger" kon tussen de 80 en 100 ton vervoeren.
De Wagenbrug is al in 1921 vervangen door een beweegbare brug en in 1928 door een vaste brug die lager was dan de oude, namelijk 2,30 meter.

## Bouw
De Hagenaars werden in eerste instantie gebouwd als een snel rivierzeilschip (aak), vergelijkbaar met een Hasselteraak. De schepen werden gebouwd langs de grote rivieren. Onder anderen in Westervoort of Dodewaard.
De eerste schepen waren gemaakt van hout en overboordig gebouwd. In voorschip en achterschip versmalden de boorden en liepen zij met de heve van het vlak uit in een klos, enigszins als bij een vlet. De Hagenaar had een korte mast met schietende streng, dat wil zeggen deze streng kon men langs de mast laten zakken, waardoor obstakels als spoorbruggen zonder verdere problemen gepasseerd konden worden.
Later is de Hagenaar in ijzer gebouwd en sterk in vorm veranderd. Van hoekig werd zij rond en glad. De Hagenaar kreeg de kenmerkende kop die bij alle ijzeren aken is terug te vinden. Het achterschip van de Hagenaar is sterk geveegd. Het boeisel loopt rondom in lijn met de romp. De bovenkant van de helmstok, de bovenkant van de mastkoker en de bovenpunten van de steven lagen in een één lijn om onder de Wagenbrug door te kunnen. Daartoe moest dan ook nog het bovenstuk van de anker en strijklier opklapbaar zijn. Veel onderdelen zoals zwaarden, strijkklampen en schildpadblokken van de zwaardlieren waren wegneembaar. Daartoe konden enkele centimeters gewonnen worden, wat belangrijke winst opleverde.
Het tuig bestond uit een grootzeil met rechte gaffel, fok en eventueel een kluiver. De meeste ijzeren Hagenaars zijn gebouwd tussen 1905 en 1915. In de 20ste eeuw werden de meeste gemotoriseerd.